# 西埌镇
西埌镇（“埌”音làng），是中华人民共和国广西壮族自治区玉林市北流市下辖的一个乡镇级行政单位。

## 行政区划
西埌镇下辖以下地区：
西垠村、大车村、西岸村、西冲村、平地山村、新村、横垠村、坡心村、平山村、良村、木棉村、共和村、田心村和石垠塘村。